# Öde in der Wanne
Die Öde in der Wanne ist ein vom Landratsamt Münsingen am 31. Mai 1955 durch Verordnung ausgewiesenes Landschaftsschutzgebiet auf dem Gebiet der Stadt Hayingen.

## Lage
Die Öde in der Wanne liegt südwestlich des Schlosses Ehrenfels an einem südwestexponierten Hang im Glastal, etwa 2,5 km südwestlich der Stadt Hayingen. Es gehört zum Naturraum Mittlere Flächenalb.

## Landschaftscharakter
Die Wanne, eine kleine Aufweitung des Glastals, ist weitgehend bewaldet. Am südwestexponierten Hang ist auf einer ehemaligen Schafweide eine von Laubbäumen dominierter Sukzessionswald aufgewachsen, unter dem sich noch viele Relikte der früheren Magerrasen-Vegetation finden. Am Hang befinden sich einige freiliegende Felsköpfe. Eine Besonderheit sind sehr kräftige Weißdorne mit Brusthöhendurchmessern von ca. 25 cm.

## Zusammenhängende Schutzgebiete
Im Osten schließt unmittelbar das Landschaftsschutzgebiet Glastal an. Das Gebiet liegt im  FFH-Gebiet Glastal, Großer Buchwald und Tautschbuch und im Vogelschutzgebiet Täler der Mittleren Flächenalb und gehört zur Pflegezone des Biosphärengebiets Schwäbische Alb.